# Wilson Phillips
Wilson Phillips je američki pop-trio koji čine Wendy i Carnie Wilson te Chynna Phillips. Grupa je već sa svojim debitantskim albumom iz 1990. godine postigla veliki uspjeh, osvojivši brojne glazbene nagrade, a video-spotovi hitova Hold On i Release Me stalno su se vrtjeli na glazbenim programima. Nakon što su se 1993., nakon snimanja drugog albuma, razišle, djevojke su se ponovo okupile 2004. da bi snimile novi album, kojim se ipak nisu približile uspjehu s početka devedesetih.
Članice grupe Wilson Phillips poznate su i po slavnim roditeljima: sestre Wilson su kćeri Briana Wilsona iz legendarnih Beach Boysa, dok je Chynna Phillips kćerka Johna i Michelle Phillips iz hippie-grupe The Mamas & the Papas.

## Diskografija
- Wilson Phillips (1990.)
- Shadows and Light (1992.)
- Greatest Hits (2000.)
- California (2004.)
- Christmas in Harmony (2010.)
- Dedicated (2012.)

## Vanjske poveznice
- Službena stranica  Arhivirana inačica izvorne stranice od 12. listopada 2010. (Wayback Machine) (engl.)